# Искусственный интеллект и авторское право
В 2020-х годах быстрое увеличение возможностей генеративных моделей искусственного интеллекта на основе глубокого обучения, включая модели преобразования текста в изображение, такие как Stable Diffusion, и больших языковых моделей, таких как ChatGPT, ставит вопросы о том, как закон об авторском праве применяется к обучению и использованию таких моделей. Поскольку существующее прецедентное право ограничено, эксперты считают, что в этой области царит неопределенность.
Самый большой вопрос касается того, происходит ли нарушение при обучении или использовании генерирующего ИИ. Популярные модели глубокого обучения обычно обучаются на очень больших наборах данных, извлеченных из Интернета, большая часть которых защищена авторским правом. Поскольку процесс сбора обучающих данных включает в себя создание копий произведений, защищенных авторским правом, это может нарушать исключительное право владельца авторских прав контролировать воспроизведение своих работ, если только использование не подпадает под исключения, предусмотренные законом об авторском праве данной юрисдикции. Кроме того, использование выходных данных модели может нарушать авторские права, и создатель модели может быть обвинен в «субсидиарной ответственности» за указанное нарушение. По состоянию на 2023 год в США находится на рассмотрении ряд судебных исков, оспаривающих использование данных, защищенных авторским правом, для обучения моделей искусственного интеллекта, при этом ответчики утверждают, что это подпадает под добросовестное использование.
По крайней мере, в одной юрисдикции США выходные данные, созданные исключительно машиной, были признаны не имеющими права на защиту авторских прав. В деле Талер против Перлмуттера, Суд постановил, что «произведение, созданное без какого-либо участия человека», не имеет права на защиту авторских прав, заявив: «Авторство человека является основополагающим требованием авторского права». Что в данном случае осталось нерешённым, так это степень участия человека, необходимая для того, чтобы перевести произведение из разряда созданных машиной в разряд созданных человеком. «Оригинальность», занимающая центральное место в вопросах соблюдения авторских прав, в большинстве юрисдикций защищает только «оригинальные» произведения, автором которых является человек. Управление по авторским правам США заявило, что будет регистрировать произведения, содержащие «материалы, не подлежащие защите иным образом», но только в том случае, если новое произведение содержит «достаточное количество оригинального авторства».

## Статус авторских прав на произведения, созданные искусственным интеллектом
Большинство правовых юрисдикций предоставляют авторские права только на оригинальные произведения, созданные авторами-людьми. В США Закон об авторском праве защищает «оригинальные авторские произведения». Управление по авторским правам США интерпретировало это как ограничение на работы, не созданные человеком, отказываясь предоставлять авторские права на произведения, созданные исключительно машиной.
Некоторые предположили, что определенные поколения ИИ могут быть защищены авторским правом в США и аналогичных юрисдикциях, если можно доказать, что человек, запустивший программу ИИ, проявил достаточную оригинальность при выборе входных данных для ИИ или редактировании выходных данных ИИ. Сторонники этой точки зрения предполагают, что модель ИИ можно рассматривать просто как инструмент (сродни ручке или фотоаппарату), используемый человеком-оператором для выражения своего творческого видения. Например, сторонники утверждают, что если человек, нажимающий кнопку спуска затвора на камере, может соответствовать стандарту оригинальности, то, возможно, люди, использующие генеративный ИИ, должны получать аналогичную оценку, особенно если они производят несколько сеансов доработки, чтобы донести свой замысел до системы ИИ. Другие сторонники утверждают, что Управление по авторским правам не придерживается технологически нейтрального подхода к использованию ИИ (или алгоритмических) инструментов. Для других творческих проявлений (музыки, фотографии, письма) эффективно проверяется, существует ли минимальный уровень человеческого творчества. Для работ, использующих инструменты искусственного интеллекта, Управление по авторским правам изменило условия теста на минимальное технологическое участие.
Эту разницу в подходе можно заметить в решении по иску Джейсона Аллена о регистрации его работы «Театр космической оперы», созданной с использованием Midjourney (и инструментов масштабирования). В результате рассмотрения заявки Управление по авторским правам заявило, что произведение содержит более минимального количества контента, созданного искусственным интеллектом, и поэтому от этого контента следует отказаться в заявке на регистрацию. Поскольку мистер Аллен не желает отказываться от материалов, созданных искусственным интеллектом, работа не может быть зарегистрирована как представленная Алленом, поскольку правила «исключают произведения, созданные не людьми». Изображение «Театр космической оперы» выиграло ежегодный конкурс изобразительного искусства Ярмарки штата Колорадо 2022 года в категории фотоманипуляций, став одним из первых изображений, созданных с помощью искусственного интеллекта, получивших такой приз. Аллен сообщил, что он использовал как минимум 624 текстовых подсказки и внёс изменения, чтобы заставить Midjourney создать изображение, которое он затем обработал с помощью Adobe Photoshop и увеличил с помощью инструмента Gigapixel AI. Аллен предупредил комиссию, что использовал Midjourney, при представлении изображения в категории конкурса «цифровое искусство/фотография с цифровыми манипуляциями». Двое судей в этой категории позже заявили, что не знали, что Midjourney использует искусственный интеллект для создания изображений, но они бы в любом случае присудили Аллену главный приз.
Поскольку ИИ всё чаще используется для создания литературы, музыки и других форм искусства, Управление по авторским правам США выпустило новое руководство, в котором подчеркивается, имеют ли произведения, включая материалы, созданные искусственным интеллектом, природу «механического воспроизведения» или являются «проявлением собственной творческой концепции автора». В марте 2023 года Управление по авторским правам США опубликовало Правило по ряду вопросов, связанных с использованием искусственного интеллекта, в котором говорилось: «...поскольку Ведомство ежегодно получает примерно полмиллиона заявок на регистрацию, оно видит новые тенденции в регистрационной деятельности, которые могут потребовать изменения или расширения информации, необходимой для раскрытия в заявке. Одной из таких недавних разработок является использование сложных технологий искусственного интеллекта, способных создавать выразительный материал. Эти технологии «обучаются» на огромном количестве ранее существовавших работ, созданных человеком, и используют выводы из этого обучения для создания нового контента. Некоторые системы работают в ответ на текстовую инструкцию пользователя, называемую «подсказкой». Результирующий результат может быть текстовым, визуальным или аудио и определяется искусственным интеллектом на основе его дизайна и материала, на котором он был обучен. Эти технологии, часто называемые «генеративным ИИ», поднимают вопросы о том, защищены ли материалы, которые они производят, авторским правом, могут ли быть зарегистрированы произведения, состоящие как из материалов, созданных человеком, так и с помощью искусственного интеллекта, и какую информацию следует предоставлять Ведомству заявителями, стремящимися их зарегистрировать».
В некоторых юрисдикциях используются чёткие законодательные формулировки, относящиеся к произведениям, созданным компьютером, включая Закон Соединенного Королевства об авторском праве, промышленных образцах и патентах 1988 года, который гласит: «В случае литературного, драматического, музыкального или художественного произведения, созданного компьютером, автором считается лицо, которым предприняты меры, необходимые для создания произведения».
Однако закон о компьютерных произведениях в соответствии с законодательством Великобритании относится к автономным созданиям с помощью компьютерных программ. Лица, использующие инструменты искусственного интеллекта, обычно являются авторами произведений при условии, что они соответствуют минимальным требованиям для работ, защищенных авторским правом. Язык, используемый для компьютерной работы, связан в отношении ИИ со способностью программистов-людей обладать авторскими правами на автономное производство инструментов ИИ (т.е. там, где нет прямого участия человека): «Поскольку каждый составной кадр является произведением, созданным компьютером, то мероприятия, необходимые для создания произведения, были предприняты мистером Джонсом, потому что он разработал внешний вид различных элементов игры, а также правила и логику, по которым генерируется каждый кадр, и он написал соответствующую компьютерную программу. В этих обстоятельствах я удовлетворен тем, что мистер Джонс является лицом, которым были предприняты меры, необходимые для создания произведений, и, следовательно, считается автором в силу п.9 (3)».
Существует множество обзоров использования искусственного интеллекта и его влияния на авторское право. Правительство Великобритании провело консультации по использованию генеративных инструментов и ИИ в отношении интеллектуальной собственности, что привело к разработке предлагаемого специализированного кодекса практики: «предоставить рекомендации для поддержки фирм, занимающихся искусственным интеллектом, в доступе к работам, защищенным авторским правом, в качестве входных данных для их моделей, обеспечивая при этом защиту генерируемых результатов для поддержки правообладателей работ, защищенных авторским правом». Управление по авторским правам США недавно опубликовало Уведомление о запросе и просьбу о комментариях в соответствии с Руководством по регистрации на 2023 год.
27 ноября 2023 года Пекинский интернет-суд вынес решение о признании авторских прав на изображения, созданные искусственным интеллектом, в рамках судебного разбирательства.
Как отметил юрист Питер Ховитт, задача регуляторов интеллектуальной собственности, законодателей и судов заключается в том, как защитить творчество человека технологически нейтральным способом, учитывая риски, связанные с автоматизированными фабриками искусственного интеллекта. Инструменты искусственного интеллекта обладают способностью автономно создавать ряд материалов, которые потенциально являются объектами авторского права (музыка, блоги, поэзия, изображения и технические документы) или других прав интеллектуальной собственности (таких как патенты и права на дизайн). Это представляет собой беспрецедентный вызов существующим режимам интеллектуальной собственности.

## Обучение ИИ на данных, защищённых авторским правом
Глубокое обучение популярных моделей ИИ проводится на очень больших наборах медиаданных (таких как общедоступные изображения и тексты веб-страниц), размещённые в сети Интернет. Бо́льшая часть используемой для обучения информации защищена авторским правом. В частности, к изображениям добавляется текст, такой как подписи, заголовки и теги, описывающие содержимое фотографий. Затем текст и изображения преобразуются в числовые форматы, которые ИИ может анализировать. Затем модель глубокого обучения определяет шаблоны, связывающие закодированный текст и данные изображения, изучая, какие текстовые концепции соответствуют элементам изображений. Посредством итеративного тестирования и настройки модель повышает точность сопоставления изображений с текстовыми описаниями. Наконец, уже обученная модель проходит проверку для оценки ее навыков создания или манипулирования новыми изображениями исключительно на основе текстовых подсказок, предоставляемых после процесса обучения. Поскольку использование этих наборов обучающих данных предполагает создание копий произведений, защищенных авторским правом, возникает вопрос о том, нарушает ли этот процесс исключительное право правообладателей на воспроизведение своих произведений. Разработчики машинного обучения в США традиционно считали, что это допустимо при добросовестном использовании, поскольку использование произведений, защищенных авторским правом, носит преобразующий и ограниченный характер. Ситуацию сравнивают со сканированием книг, защищенных авторским правом, компанией Google Books в деле Гильдии авторов против компании Google, которое в конечном итоге было признано добросовестным использованием, поскольку скопированный контент не был открыт для публичного доступа и его использование носило локальный характер.
По состоянию на 2023 год в США было подано несколько исков, оспаривающих это, утверждая, что обучение моделей машинного обучения нарушает авторские права авторов работ, содержащихся в данных обучения. Тимоти Б. Ли из Ars Technica утверждает, что если истцы добьются успеха, это может сместить баланс сил в пользу крупных корпораций, таких как Google, Microsoft и Meta, которые могут позволить себе лицензировать большие объёмы обучающих данных у правообладателей и использовать свои собственные наборы данных, генерируемых пользователями. Исследователи интеллектуальной собственности Брайан Кейси и Марк Лемли утверждают в Texas Law Review, что наборы данных настолько велики, что «не существует разумного варианта просто лицензировать все (данные)… разрешение (любого генеративного обучения) требовать авторских прав равносильно утверждению: дело не в том, что владельцам авторских прав будут платить, а в том, что использование вообще не будет разрешено». Другие учёные с этим не согласны; некоторые прогнозируют результат аналогичный процедурам лицензирования музыки в США.
Ряд юрисдикций прямо включили исключения, разрешающие «интеллектуальный анализ текста и данных» (Data mining), в свои законы об авторском праве, включая Великобританию, Германию, Японию и ЕС. В отличие от ЕС, Великобритания запрещает интеллектуальный анализ данных в коммерческих целях, но предлагает изменить это для поддержки развития искусственного интеллекта: «Для интеллектуального анализа текста и данных мы планируем ввести новое исключение из авторских прав и баз данных, которое позволит использовать Data mining для любых целей». Правообладатели по-прежнему будут иметь гарантии защиты своего контента, включая требование законного доступа». По состоянию на июнь 2023 года пункт в проекте Закона ЕС об искусственном интеллекте потребует от генеративного искусственного интеллекта «предоставлять краткое изложение материалов, защищенных авторским правом, которые использовались для обучения их систем».

## Произведения искусственного интеллекта, нарушающие авторские права
В некоторых случаях модели глубокого обучения могут «запоминать» детали определенных элементов в своем обучающем наборе и воспроизводить их во время генерации, так что их результаты могут рассматриваться как нарушение авторских прав. Такое поведение обычно считается нежелательным разработчиками ИИ (считается формой переобучения), и существуют разногласия относительно того, насколько распространено такое поведение в современных системах. Разработчики OpenAI утверждают, что «хорошо сконструированные системы искусственного интеллекта обычно не восстанавливают в какой-либо нетривиальной части неизменённые данные из какой-либо конкретной работы в своем учебном корпусе». Согласно законодательству США, чтобы доказать, что результат ИИ нарушает авторские права, истец должен доказать, что защищенная авторским правом работа была «фактически скопирована», что означает, что ИИ генерирует результат, который «существенно похож» на их работу, и что ИИ имел доступ к их работе.
Поскольку вымышленные персонажи пользуются некоторой защитой авторских прав в США и других юрисдикциях, искусственный интеллект также может создавать контент, нарушающий авторские права, в виде новых произведений, в которых задействованы вымышленные персонажи.
В процессе обучения статистическому моделированию данных, на основе которых они обучаются, модели глубокого генеративного ИИ могут научиться имитировать особый стиль конкретных авторов в обучающем наборе. Например, генеративная модель изображения, такая как Stable Diffusion, способна моделировать стилистические характеристики художника, такого как Пабло Пикассо (включая его особые мазки кисти, использование цвета, перспективу и т.д.), и пользователь может создать подсказку, такую как «астронавт верхом на лошади, работы Пикассо», чтобы заставить модель генерировать новое изображение, применяя стиль художника к произвольному предмету. Однако общий стиль художника, как правило, не подлежит защите авторских прав.

## Судебные процессы
- В коллективном иске от ноября 2022 года против Microsoft, GitHub и OpenAI утверждалось, что GitHub Copilot, инструмент для редактирования кода на базе искусственного интеллекта, обученный в общедоступных репозиториях GitHub, нарушил авторские права авторов репозиториев, отмечая, что инструмент смог сгенерировать исходный код, который дословно соответствовал его обучающим данным, без указания авторства[24].
- В январе 2023 года три художницы — Сара Андерсен, Келли Маккернан и Карла Ортис — подали коллективный иск о нарушении авторских прав против Stability AI, Midjourney и DeviantArt, утверждая, что эти компании нарушили права миллионов художников, обучив инструменты искусственного интеллекта на пяти миллиардах изображений, взятых из Интернета без согласия оригинальных художников[25]. Жалоба истцов подверглась критике за технические неточности, такие как неверное утверждение о том, что «обученная модель распространения может создавать копию любого из своих обучающих изображений», и описание стабильной диффузии как «просто сложного инструмента для создания коллажей»[26]. Помимо нарушения авторских прав, истцы заявляют о незаконной конкуренции и нарушении их права на публичность в отношении способности инструментов искусственного интеллекта создавать произведения в стиле истцов в массовом порядке[26]. В июле 2023 года окружной судья США Уильям Оррик склонен отклонить большую часть иска, поданного Андерсеном, Маккернаном и Ортисом, но разрешил им подать новую жалобу[27].
- В январе 2023 года на Stability AI в Лондоне подал иск Getty Images за использование его изображений в своих обучающих данных без покупки лицензии[28][29].
- Getty Images подала еще один иск против Stability AI в окружной суд США в штате Делавэр в феврале 2023 года. В иске снова утверждается о нарушении авторских прав на использование изображений Getty Images при обучении стабильному распространению, и далее утверждается, что модель нарушает торговую марку Getty, создавая изображения с водяным знаком Getty[30].
- В июле 2023 года авторы Пол Трамбле и Мона Авад подали иск против OpenAI, утверждая, что ChatGPT, языковая модель OpenAI, использовала их книги, защищенные авторским правом, без разрешения. Точное изложение работ ChatGPT предполагает несанкционированное использование контента. Этот судебный процесс подчеркивает борьбу между владельцами авторских прав и компаниями, занимающимися искусственным интеллектом, что потенциально может привести к дискуссиям о правилах авторского права и раскрытии источников данных[31][32].
- В деле Талер против Перлмуттера Апелляционный суд федерального округа США вынес решение о патентоспособности изобретений, созданных системой искусственного интеллекта. Дело вращалось вокруг использования Стивеном Талером своей программы искусственного интеллекта, DABUS[33], при создании двух изобретений. Талер утверждал, что DABUS должен быть признан изобретателем. Суд оставил в силе решение Управления по патентам и товарным знакам США, заявив, что по законодательству США только «физические лица» могут быть названы изобретателями в патентных заявках[34][35]. Хотя Ведомство по патентам и товарным знакам не оспаривало предоставление патентной защиты изобретениям с искусственным интеллектом, если изобретатель в заявке является «физическим лицом», защита авторских прав не предоставляется произведениям искусства, созданным машиной, без какого-либо творческого вклада или изобретения автора-человека[36]. С февраля 2024 года Ведомство по патентам и товарным знакам США опубликовало правило, подтверждающее это постановление, но позволяющее изобретателям-людям использовать результаты искусственного интеллекта, при условии, что этот метод надлежащим образом задокументирован в патентной заявке[37]. Однако реализация такого подхода практически маловероятна, поскольку внутренняя работа и использование ИИ в транзакциях с изобретениями недостаточно поняты или в значительной степени неизвестны[36].

## ИИ и авторское право в РФ
В РФ на настоящий момент отсутствуют специальные законодательные акты, которые регулировали бы авторские права искусственного интеллекта. Вопросы, связанные с искусственным интеллектом отражаются в положениях ряда указов Президента и законов Российской Федерации.
Задачи искусственного интеллекта сформированы в Указе Президента Российской Федерации «О развитии искусственного интеллекта в Российской Федерации».
Задача создания комплексной системы регулирования общественных отношений, возникающих в связи с развитием и использованием технологий искусственного интеллекта, а также определение понятия «искусственный интеллект» как комплекса технологических решений, позволяющего имитировать когнитивные функции человека (включая самообучение и поиск решений без заранее заданного алгоритма) и получать при выполнении конкретных задач результаты, сопоставимые, как минимум, с результатами интеллектуальной деятельности человека, представлены в Федеральном законе «О проведении эксперимента по установлению специального регулирования в целях создания необходимых условий для разработки и внедрения технологий искусственного интеллекта в субъекте Российской Федерации – городе федерального значения Москве».
В распоряжении Правительства Российской Федерации «Об утверждении Концепции развития регулирования отношений в сфере технологий искусственного интеллекта и робототехники на период до 2024 г.» указано, что одной из основных проблем в правовом регулировании является правовой режим результатов интеллектуальной деятельности, созданных с использованием систем искусственного интеллекта. Автором произведения в соответствии с Гражданским кодексом является гражданин, творческим трудом которого создано произведение. Также в Постановлении Пленума Верховного Суда Российской Федерации «О применении части четвертой Гражданского кодекса Российской Федерации» указывается, что творческий характер создания произведения не зависит от того, создано произведение автором собственноручно или с использованием технических средств. Таким образом, искусственный интеллект на настоящий момент не наделяется авторскими правами в России. Исходя из норм российского права, искусственный интеллект рассматривают только в качестве инструмента при создании объекта авторских прав.

## Использование ИИ в защите авторского права
Искусственный интеллект, будучи способом фильтрации, помогает обнаружить контент, нарушающий права, и уменьшить участие человека в этом процессе, однако для этого ему необходимы корректные и достаточные тренировочные данные. Созданная YouTube система Content ID – пример несомненно успешного инструмента ИИ: по заключению исследователей, он «сравнительно эффективно удаляет из YouTube контент, явно нарушающий права правообладателей», хотя его коэффициент успешного выполнения задачи не дотягивает до 100%.